# 1916年の宝塚歌劇公演一覧
本項目では、1916年の宝塚歌劇公演一覧（1916ねんのたからづかかげきこうえんいちらん）について示す。

## 一覧
（）内は、作者または演出者名。下記の他、日曜日・祝日など随時公演。

### 宝塚公演

#### 正月公演
- 1月1日 - 1月10日　パラダイス劇場
  - 『内裡獅子』（久松一聲）

#### 春季公演
- 3月19日 - 5月21日　パラダイス劇場
  - 『露の衣』（松居松葉）
  - 『竹取物語』（小林一三）
  - 『櫻大名』（久松一聲）

#### 夏季公演
- 7月20日 - 8月31日　パラダイス劇場
  - 『ヴェニスの夕』（西本朝春）
  - 『松風村雨』（小林一三）
  - 『夕陽ヶ丘』（小林一三）
  - 『ミニユエツト』（寶塚少女歌劇團）
  - 『バーレー』（寶塚少女歌劇團）

#### 秋季公演
- 10月20日 - 11月30日　パラダイス劇場
  - 『おもちゃ箱』（久松一聲）
  - 『お伽の森』（無名氏）
  - 『ダスマクスの三人娘』（小林一三）
  - 『中將姫』（久松一聲）

### 宝塚以外の公演
- 12月16日・17日　大阪・浪花座
  - 『ダスマクスの三人娘』（小林一三）
  - 『おもちゃ箱』（久松一聲）
  - 『竹取物語』（小林一三）
  - 『櫻大名』（久松一聲）
  - 『ヴェニスの夕』（西本朝春）
- 12月19日　神戸・聚楽館